# Philotermes fuchsii
Philotermes fuchsii är en skalbaggsart som beskrevs av Ernst Gustav Kraatz 1857. Philotermes fuchsii ingår i släktet Philotermes och familjen kortvingar. Inga underarter finns listade i Catalogue of Life.